# Suomijärvi
Suomijärvi är en sjö i Finland. Den ligger i kommunen S:t Michel i landskapet Södra Savolax, i den södra delen av landet, 190 km nordost om huvudstaden Helsingfors. Suomijärvi ligger 77,5 meter över havet. I omgivningarna runt Suomijärvi växer i huvudsak blandskog. Arean är 7,57 kvadratkilometer och strandlinjen är 39,39 kilometer lång. Sjön  ingår i Vuoksens huvudavrinningsområde. 